# Cléverson Gabriel Córdova
Cléverson Gabriel Córdova (født 9. august 1985) er en brasiliansk fodboldspiller.